# Echinocardium fenauxi
Espèce
Echinocardium fenauxi est une espèce d'oursins irréguliers de la famille des Loveniidae.

## Description

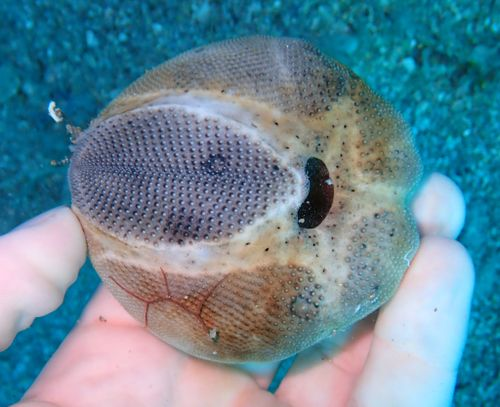
Echinocardium fenauxi observé en Croatie. Face ventrale.

C'est une espèce extrêmement proche et ressemblante d’Echinocardium cordatum, avec lequel il existe d'ailleurs de nombreux intermédiaires absolument indéterminables (notamment entre la France et l'Espagne). 

Plusieurs traits sont censés l'en distinguer toutefois  : 
- la silhouette d’E. fenauxi est très aplatie, bien plus que n'importe quel autre Echinocardium ;
- le périprocte est allongé verticalement chez E. cordatum, et horizontalement chez E. fenauxi ;
- l'ambulacre antérieur, enfoncé, porte une double ligne de pores de chaque côté chez E. cordatum et une simple ligne chez E. fenauxi ;
- les pétales postérieurs possèdent plus de douze paires de pores chez E. fenauxi contre une dizaine chez E. cordatum.

## Habitat et répartition
Cette espèce semble endémique de Méditerranée, où elle est en sympatrie avec ses congénères Echinocardium cordatum, Echinocardium flavescens et Echinocardium mediterraneum. Elle habite les fonds sableux entre 10 et 50 m de profondeur. 

## Systématique
Le nom valide complet (avec auteur) de ce taxon est Echinocardium fenauxi Péquignat (d), 1963.

### Étymologie
Son épithète spécifique, fenauxi, lui a été donnée en l'honneur de Lucienne Fenaux (?-1995), spécialiste des oursins qui a travaillé à Villefranche-sur-Mer.

### Publication originale
- E. Péquignat, « Sur un nouvel Echinocardium de Ligurie et de Provence. Echinocardium fenauxi n. sp. », Doriana, Italie, vol. 3, no 138,‎ 1963, p. 1-9 (ISSN 0417-9927).